# Mañana podría estar muerto
Mañana podría estar muerto es una película española de género documental estrenada en 2013 y coescrita y dirigida por Juako Escaso.
El documental tuvo ocho candidaturas en los Premios Goya del año 2013, aunque no logró ninguna nominación.

## Sinopsis
Documental sobre los especialistas de cine españoles de los años 60, 70 y 80 que participaron en numerosas producciones tanto en suelo español como en rodajes internacionales de títulos emblemáticos de la historia del cine. Los que todavía viven son hombres de más de setenta años con cientos de títulos a sus espaldas. Su testimonio, sembrado de anécdotas y aventuras, permanece inédito y representa la historia viva de una época irrepetible de la cinematografía mundial en la que España, y particularmente Almería, se convirtieron en el gran plató de grandes superproducciones internacionales.

## Reparto
- Román Ariznavarreta
- Jordi Casares[3]
- Mario Camus
- Ricardo Cruz Ardura[4]
- Jesús García
- Juan Maján[5]
- Víctor Matellano
- Miguel Pedregosa[6]
- Ray Pololo